# Smallville
Smallville és una sèrie de televisió dels Estats Units creada per Alfred Gough i Miles Millar produïda per la Warner Bros que es va emetre des del 16 d'octubre de 2001 als Estats Units fins al 13 de maig de 2011, amb la seva desena temporada. Als EUA s'emetia per The CW, ja que durant la cinquena temporada, The WB i UPN es fusionen per formar aquesta cadena. La sèrie també s'emet a Espanya per Clan TVE i SyFy, i a Amèrica Llatina per Warner Channel. Es filmava pels voltants de Vancouver (Canadà).
La trama segueix les aventures i la vida del jove Clark Kent, interpretat per Tom Welling a la ficticia ciutat de Smallville (Kansas), durant els anys en els quals es converteix en Superman. De mica en mica va anar incorporant personatges i elements de la mitologia de l'heroi de DC Comics: Aquaman, Green Arrow, Black Canary, Martian Manhunter, Doomsday, etc. Aquest canvi es va fer més notori a partir de la vuitena temporada, on Bryan Peterson i Kelly Souders van prendre el relleu com a nous showrunners, substituint així a Gough i Millar.
La sèrie va poder comptar amb diverses cares conegudes pels seguidors de Superman, com ara el mateix Christopher Reeve, o Annette O'Toole, qui a les pel·lícules interpretava a Lana Lang.
Després del final de la sèrie el 2011, la història es va reprendre amb els còmics de Bryan Q. Miller, qui fou guionista i productor de Smallville, amb 22 números de la temporada 11 d'abril de 2012 a novembre de 2013.

## Repartiment
| Actors/Actrius    | Personatge        |
| ----------------- | ----------------- |
| Tom Welling       | Clark Kent        |
| Allison Mack      | Chloe Sullivan    |
| Erica Durance     | Lois Lane         |
| Cassidy Freeman   | Tess Mercer       |
| Callum Blue       | Zod               |
| Justin Hartley    | Oliver Queen      |
| Aaron Ashmore     | Henry James Olsen |
| Sam Witwer        | Davis Bloome      |
| Laura Vandervoort | Kara              |
| Kristin Kreuk     | Lana Lang         |
| Michael Rosenbaum | Lex Luthor        |
| John Glover       | Lionel Luthor     |
| Annette O'Toole   | Martha Kent       |
| John Schneider    | Jonathan Kent     |
| Jensen Ackles     | Jason Teague      |
| Sam Jones III     | Pete Ross         |
| Eric Johnson I    | Whitney Fordman   |
| Christopher Reeve | Dr. Virgil Swann  |
| Alaina Huffman    | Canario negro     |